# Liste der Monuments historiques in Plaines-Saint-Lange
Die Liste der Monuments historiques in Plaines-Saint-Lange führt die Monuments historiques in der französischen Gemeinde Plaines-Saint-Lange auf.

## Liste der Objekte
| Bezeichnung                       | Beschreibung                                                                   | Standort                                           | Kennzeichnung | Schutzstatus | Datum | Bild |
| --------------------------------- | ------------------------------------------------------------------------------ | -------------------------------------------------- | ------------- | ------------ | ----- | ---- |
| Kirchenfenster Mariä Verkündigung | bezeichnet 1556                                                                | in der Kirche Exaltation-de-la-Sainte-Croix (Lage) | PM10001503    | Classé       | 1908  |      |
| Skulptur Madonna mit Kind         | Kalkstein, farbig gefasst, 14. Jahrhundert (?)                                 | in der Kirche Exaltation-de-la-Sainte-Croix (Lage) | PM10001504    | Classé       | 1913  |      |
| Taufbecken                        | Kalkstein, 13. Jahrhundert; aus dem Priorat Gloire-Dieu in Plaines-Saint-Lange | in der Kirche Exaltation-de-la-Sainte-Croix (Lage) | PM10001502    | Classé       | 1908  |      |
| Skulptur Mater Dolorosa           | Kalkstein, farbig gefasst, 16. Jahrhundert                                     | in der Kirche Exaltation-de-la-Sainte-Croix (Lage) | PM10001505    | Classé       | 1913  |      |
| Skulptur Johannes Evangelist      | Kalkstein, farbig gefasst, 16. Jahrhundert                                     | in der Kirche Exaltation-de-la-Sainte-Croix (Lage) | PM10003211    | Classé       | 1913  |      |